# Rai Open 2012
Il Rai Open 2012 è stato un torneo professionistico di tennis maschile giocato sulla terra rossa. È stata la 4ª edizione del torneo che fa parte dell'ATP Challenger Tour nell'ambito dell'ATP Challenger Tour 2012. Si è giocato a Roma in Italia dal 16 al 22 aprile 2012.

## Partecipanti

### Teste di serie
| Nazionalità | Giocatore              | Ranking* | Testa di serie |
| ----------- | ---------------------- | -------- | -------------- |
| Lettonia    | Ernests Gulbis         | 78       | 1              |
| Spagna      | Guillermo García López | 80       | 2              |
| Portogallo  | Rui Machado            | 97       | 3              |
| Paesi Bassi | Igor Sijsling          | 120      | 4              |
| Slovenia    | Grega Žemlja           | 126      | 5              |
| Francia     | Adrian Mannarino       | 127      | 6              |
| Turchia     | Marsel İlhan           | 128      | 7              |
| Paesi Bassi | Thomas Schoorel        | 131      | 8              |

- Ranking al 9 aprile 2012.

### Altri partecipanti
Giocatori che hanno ricevuto una wild card:
- Nicola Barraco
- Marco Cecchinato
- Gianluca Naso
- Vincenzo Santopadre

Giocatori passati dalle qualificazioni:
- Maxime Authom
- Gerard Granollers Pujol
- Filip Krajinović
- Pedro Sousa

## Campioni

### Singolare
Roberto Bautista Agut ha battuto in finale  Rui Machado con il punteggio di 6(7)–7, 6–4, 6–3

### Doppio
Dustin Brown /  Jonathan Marray hanno battuto in finale  Andrei Dăescu /  Florin Mergea con il punteggio di 6–4, 7–6(0)